# Benedykt Chmielowski

Nałęcz, herb Chmielowskich

Benedykt Joachim Chmielowski herbu Nałęcz (ur. 20 marca lub 21 marca 1700 w Łucku, zm. 7 kwietnia 1763 w Firlejowie) – polski ksiądz katolicki, kanonik kijowski, pisarz dewocyjny, autor Nowych Aten, jednej z pierwszych polskich encyklopedii (1745–1764).

## Życiorys
Urodzony w Łucku, kształcony od 1715 w szkołach jezuickich we Lwowie, a w 1722 przyjęty został do seminarium katedralnego w tym mieście. Przebywał na dworze Jana Jabłonowskiego, gdzie pracował jako nauczyciel Jabłonowskich. Był preceptorem jego syna Dymitra Jabłonowskiego. Dzięki nim otrzymał w 1725 probostwo w Firlejowie. Przed 1743 został prałatem domowym arcybiskupa lwowskiego Mikołaja Ignacego Wyżyckiego. W latach 50. XVIII w. był proboszczem w Podkamieniu, a także dziekanem rohatyńskim. W 1761 został kanonikiem katedralnym kijowskim. Mieszkał w Firlejowie i poświęcał się głównie pisarstwu kompilacyjnemu z różnych dziedzin wiedzy. Zmarł w Firlejowie pod Rohatynem w ziemi halickiej, gdzie przez wiele lat był proboszczem.
Zasłynął jako twórca pierwszej polskiej encyklopedii powszechnej wydanej pod typowym dla jego epoki tytułem Nowe Ateny albo Akademia wszelkiej scjencji pełna, na różne tytuły jak na classes podzielona, mądrym dla memoryału, idiotom dla nauki, politykom dla praktyki, melancholikom dla rozrywki erygowana [...] przez xiędza Benedykta Chmielowskiego dziekana rohatyńskiego, firlejowskiego, podkamienieckiego pasterza. Encyklopedia miała 2 wydania: pierwsze w latach 1745–1746; drugie, uzupełnione i rozszerzone, w latach 1754–1756.
Jego dziełem był również niezwykle popularny modlitewnik Bieg roku całego (1728), w XVIII i XIX wieku drukowany ponad 20 razy. Był ponadto autorem herbarza Zbiór krótki herbów polskich oraz wsławionych cnotą i naukami Polaków wydanego w 1763 oraz książki religijnej Ucieczka przez świętych do Boga (1730).
Zdaniem Wojciecha Paszyńskiego wiele dotychczasowych ustaleń – jak miejsce narodzin czy atrybucja herbowa Chmielowskiego – należy uznać za błędne. Brak bowiem jednoznacznych dowodów wskazujących na przyjście na świat w Łucku (w źródłach mowa jest o diecezji łuckiej). W opinii Paszyńskiego nieporozumieniem jest też przypisywanie duchownemu herbu Nałęcz, który z wg niego pieczętował się herbem Jastrzębiec.

## W kulturze
Benedykt Chmielowski jest jednym z bohaterów powieści Olgi Tokarczuk Księgi Jakubowe (Wydawnictwo Literackie, 2014).

## Twórczość
- Skrypty i wykłady szkolne, powst. 1716–1724
- Pandora deorum, dearum et mortalium virtutibus et vitiis ornata, powst. 1720
- Bieg roku całego, Lwów 1728, 1735, 1738, 1741, 1742 i 1750; Sandomierz 1748 (książka do nabożeństwa dedykowana Joannie Jabłonowskiej)
- Ucieczka przez świętych do Boga, Lwów 1730, 1736 i 1747[8]
- Kazania, t. 1–2, powst. 1732–1758
- Figurae emblematicae, powst. 1733 (skrót z Cezara Ripy)
- Magnum in parvo seu Summulae Theologiae speculum dogmaticae, powst. 1737–1752
- Wyprawa na tamten świat, Lwów 1742 (bez nazwiska autora)Jastrzębiec, herb Chmielowskich wg W. Paszyńskiego

Jastrzębiec, herb Chmielowskich wg W. Paszyńskiego

- Nowe Ateny albo Akademia wszelkiej scjencji pełna, t. 1–2, Lwów 1745–1746[9][10]; wyd. 2 rozszerzone, t. 1–4, Lwów 1754–1756
- Panteon albo świątnica, powst. 1745 (wyciąg z Pisma św., Baroniusa, Skargi i Nadasiego)
- Atlas skurczony, powst. 1746 (skrót z A. Hołówki)
- Expertus Rupertus albo sekretarz skrytych tajemnic, powst. 1746–1749 (według S. Syreniusza)
- Kotwica w ostatniej toni, alias nowe skuteczne nabożeństwo, Lwów 1747
- Doctor in lege Domini, powst. 1748–1760
- Sudor theologicus guttatim stillans, powst. 1748–1760
- Messis aurea, sama treść świętych żywotów, powst. 1749–1751 (wyciąg ze: Skargi, Wielowiejskiego i Nadasiego)
- Zbiór krótki herbów polskich oraz wsławionych cnotami i naukami Polaków, Warszawa 1763[11]
- Loci communes ex historia universali et mythologia (nie wydano)